# Boris Podolsky
Boris Podolsky (29. června 1896 – 28. listopadu 1966) byl americký fyzik rusko - židovského původu. Známý je především díky práci s Albertem Einsteinem a Nathanem Rosenem na kvantovém provázání a takzvaném EPR paradoxu.

## Mládí a vzdělání
Narodil se 29. června 1896 do chudé židovské rodiny žijící v Rusku ve městě Taganrog na březích Azovského moře. V roce 1913 se přestěhoval do USA. Zde začal studovat elektrotechniku na Univerzitě Jižní Kalifornie, kde v roce 1918 získal bakalářský titul. Poté několik let sloužil u americké armády, ve vzdělávání pokračoval studiem matematiky, z níž získal magisterský titul v roce 1926 znovu na Univerzitě Jižní Kalifornie. Doktorát poté získal roku 1928 na Kalifornském technologickém institutu v oboru teoretická fyzika.

## Vědecká kariéra
Po zisku doktorátu začal Podolsky pracoval na Kalifornské univerzitě v Berkeley, kde strávil rok, poté dojel na rok do Lipska. Roku 1930 se vrátil na Caltech, kde se jeho spolupracovníkem stal Richard Tolman. Po roce opět odešel, tentokrát na Ústav fyziky a technologie v Charkově. Zde pracoval s několika významnými fyziky jimiž byli například Vladimir Alexandrovič Fok, Paul Dirac a Lev Davidovič Landau.
Do Spojených států se vrátil v roce 1933, tentokrát na Institute for Advanced Study v Princetonu. O dva roky později pak získal místo profesora matematické fyziky na University of Cincinnati, kde zůstal do roku 1961.

## Výzkum
Podolského nejvíce proslavila spolupráce s Einsteinem a Rosenem na EPR paradoxu (publikace 1935), jímž se snažili dokázat neúplnost kvantové mechaniky. To vyústilo až ve formulaci Bellových nerovností v roce 1964 a v příchod kvantové informační teorie.
V roce 1933 Landaua a Podolského napadlo, že by mohli vydat učebnici elektromagnetismu a speciální teorie relativity s důrazem spíše na teorii než na experimentální výsledky. Toto se neuskutečnilo, ale Landaua a Lifšice to inspirovalo k sepsání slavného desetidílného Kurzu teoretické fyziky. Rovněž Podolsky později napsal knihu o elektromagnetismu.

## Špionáž
V roce 2009 vyšla kniha J. Haynese, H. Klehra a A. Vassilijeva Spies: The Rise and Fall of the KGB in America v níž se objevují důkazy, že Podolsky roky působil jako sovětský špion, který předával informace o americkém jaderném programu. Na rozdíl od většiny ostatních špionů zřejmě tuto činnost nevykonával z ideologických důvodu, ale za peníze.